# 플랜트로닉스
플랜트로닉스 주식회사(영어: Plantronics, Inc.)는 미국의 가전 제품 제조 및 판매회사로, 음향기기를 주로 만든다.